# Гайтер (село)
Гайте́р (рос. Гайтер) — село у складі Комсомольського району Хабаровського краю, Росія. Адміністративний центр Гайтерського сільського поселення.

## Населення
Населення — 2212 осіб (2010; 2189 у 2002).
Національний склад (станом на 2002 рік):
- росіяни — 84 %